# 松浦曜
松浦 曜（まつら てらす）は、肥前国平戸藩の第11代藩主。

## 生涯
文化9年（1812年）8月21日、第10代藩主・松浦熈の長男として平戸で生まれる。文政10年（1827年）11月1日、第11代将軍・徳川家斉に御目見する。同年12月16日、従五位下、壱岐守に叙位・任官する。天保12年（1841年）閏1月15日、父熈の隠居により家督を継いだ。
幕末の動乱が近づく中で海防の必要性を重要視し、軍制改革に取り組んだ。また財政再建のために農業・土地政策に尽力するなど、藩主としての力量を見せていた。しかし父に先立って安政5年（1858年）6月26日に平戸で死去した。享年47。
実子が無かったため、跡を甥で養子の詮が継いだ。

## 系譜
- 父：松浦熈（1791年 - 1867年）
- 母：中村氏
- 正室：済 - 加藤泰済の娘
- 継室：イサ - 青山忠裕の娘
- 継室：啓 - 岡部長慎の娘
- 養子
  - 男子：松浦詮（1840年 - 1908年） - 松浦秋の長男